# تیزی (معسکر)
تیزی (به عربی: تیزی) یک شهرداری در الجزایر است که در استان معسکر واقع شده‌است. تیزی ۱۰٬۹۱۵ نفر جمعیت دارد.